# Бадівка
Ба́дівка — село в Україні, в Острозькій міській громаді Рівненського району Рівненської області. Населення становить 383 особи. 
В населенному пункті знаходиться єдиний храм — храм на честь Святої Рівноапостольної Марії Магдалини.

## Історія
У 1906 році село перебувало в складі Сіянецької волості Острозького повіту Волинської губернії. Відстань від повітового міста — 8 верст, від волості — 16 верст. Налічувалось 47 подвір'їв та 292 мешканців.
12 червня 2020 року, відповідно з розпорядження Кабінету Міністрів України № 722-р «Про визначення адміністративних центрів та затвердження територій територіальних громад Рівненської області»,  село Бадівка Вельбівненської сільської ради увійшло до складу Острозької міської громади.
17 липня 2020 року, в результаті адміністративно-територіальної реформи та ліквідації Острозького району, село увійшло до складу новоутвореного Рівненського району.

## Населення

### Мова
Розподіл населення за рідною мовою за даними перепису 2001 року:
| Мова       | Кількість | Відсоток |
| ---------- | --------- | -------- |
| українська | 382       | 99.74%   |
| російська  | 1         | 0.26%    |
| Усього     | 383       | 100%     |